# Кам'яна Гірка (станція метро)
«Кам'яна́ Гі́рка» (біл. Каме́нная Го́рка) — кінцева на західному напрямку станція Автозаводської лінії Мінського метрополітену.
Наступною станцією після Кам'яної Гірки є «Кунцевщина». Станцію відкрито 7 листопада 2005 року у складі п'ятої черги Автозаводської лінії.

## Огляд
Це колонна станція мілкого закладення, як і всі станції Мінського метрополітену, з круглими колонами. Через це замість ескалаторів на станції знаходяться сходи, але для інвалідів облаштовано ліфти. 
Станцію оформлено в сучасному стилі, як оздоблювальні матеріали було використано граніт та мармур. Крім того, було використано нержавіючу сталь, встановлено алюмінієві рейкові стелі. 

## Колійний розвиток
Станція з колійним розвитком - 6-стрілочні оборотні тупики в кінці лінії.

## Виходи зі станцій
Станція має шість виходів, поєднаних підземних пішохідним переходом. Станція розташована у Фрунзенському районі міста і забезпечує доступ пасажирів до місцевостей Кунцевщина, Червоний Бор, Кам'яна Гірка, Захід. Чотири виходи ведуть до перехрестя вулиць Притицького, Лобанка та Кунцевщини, один з виходів веде також до вулиці Бурдейного. Інші два виходи виводять на вулицю Притицького в напрямку станції метро «Кунцевщина». 

## Інфраструктура, транспортне сполучення
Біля станції метро розташовано декілька автомобільних шкіл, кафе «Суши вёсла». Планується побудувати значний торгово-розважальний комплекс, спортивно-розважальний центр. Зараз на вулиці Притицького (буд. 101) розташований будівельний гіпермаркет «Материк». Крім того, в перспективі планується побудувати наступну станцію метро під назвою «Червоний Бор», яка згодом під назвою «Віленська» потрапила у план розвитку Мінського метрополітену.
Зі станції метро «Кам'яна Гірка» можна пересісти на такі маршрути:
- Мінського автобуса: 17, 30, 42, 77, 125, 137, 138, 140, 144с (вулиця Лобанка); 17, 36, 42, 60, 83е, 125, 137, 138, 140, 144с (вулиця Кунцевщина); 12, 36, 41 54е, 60, 152с, 159 (вулиця Притицького);
- Мінського тролейбуса: 9, 48, 52 (вулиці Лобанка, Кунцевщина); 13, 31 (вулиця Притицького; вулиці Лобанка і Кунцевщина відповідно).